# ارجونید
ارجونید یک شرکت نانو تکنولوژی ایالات فلوریدا در ایالات متحده آمریکا است. محصول اصلی این شرکت نانوکرام
است که برای اکسید الیاف نانو آلومینیوم به منظور تصفیه آب مورد استفاده قرار می‌گیرد. شرکت در سال ۱۹۹۴ میلادی توسط یک آمریکایی به نام فرد تیپر احداث شد؛ و یک بستری برای اشتغال دانشمندان سابق دولت روسیه فراهم آورد. الیاف نانو در مرکز فناوری DTC در تومسک روسیه ساخته شد.
NanoCeram می‌تواند در شیشه و ورق‌های سلولوزی غیر بافته شده گنجانده شوند؛ که برای تصفیه متوسط بسیار مؤثر می‌باشد.
اکسید الیاف آلومینیوم که تنها دو نانومتر عرض دارد می‌تواند باکتری‌ها ویروس‌ها و پروتئین‌ها را جذب کند. نانوکرام می‌تواند ذرات اسمزو را به راحتی حذف کند.
ارجونید جایزه تجاری ناسا به نام SBIR را توانست کسب کند.
.